# Operatie Schlageter
Operatie Schlageter was de codenaam voor een Duitse anti-partizanenoperatie op 23 januari 1945 in de omgeving van Široki Brijeg, Bosnië en Herzegovina.

## Geschiedenis
In dit gebied hadden zich de Joegoslavische partizanen in sterke vestingen verschanst. De Duitsers zetten voor deze operatie het 1e en 3e bataljon van het 370e Infanterieregiment in. De Duitsers boekten goede resultaten bij deze operatie. Er werden 27 partizanen gevangengenomen en er werden vier zware en twaalf lichte mitrailleurs, 32 geweren, een antitankkanon en een grote hoeveelheid munitie in beslag genomen. Tevens wisten de Duitsers twee bataljonscommandanten van de partizanen te vermoorden.
1. ↑  http://www.vojska.net/eng/world-war-2/operation/schlageter-1945/